# ومورم
ومورم (به انگلیسی: Vemavaram) یک روستا در هند است که در آندرا پرادش واقع شده‌است.